# Mecz piłkarski Szkocja – Anglia (1872)

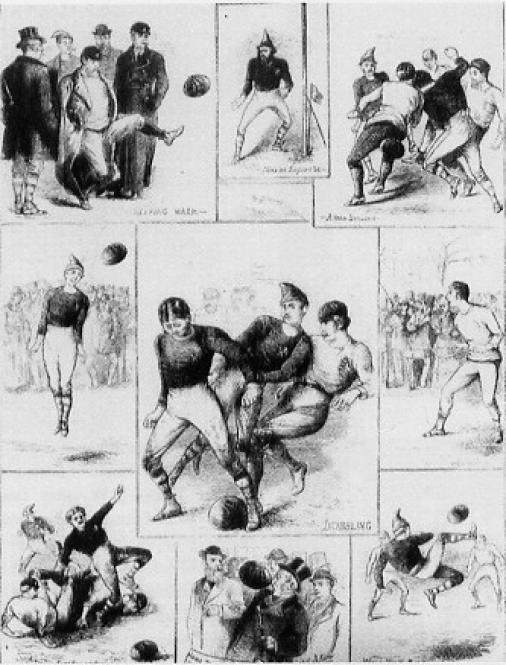
Ilustracje z meczu

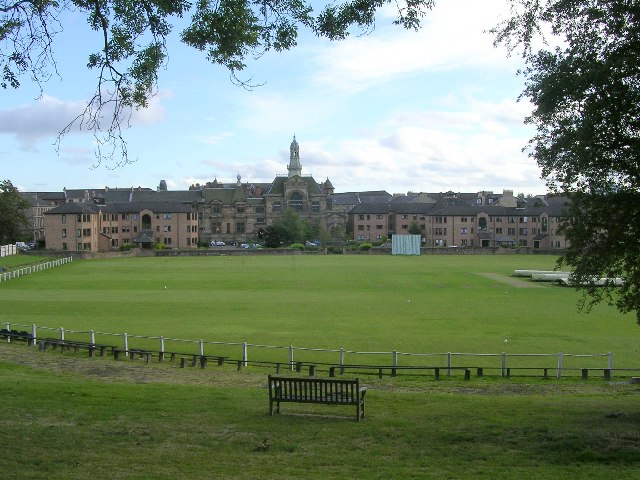
Boisko Hamilton Crescent w Glasgow na którym rozegrano mecz

Mecz piłkarski Szkocja – Anglia był pierwszym oficjalnym meczem międzypaństwowym w historii piłki nożnej. Odbył się 30 listopada 1872 w Szkocji na boisku Hamilton Crescent w Glasgow. Mecz, który oglądało 4 tysiące osób, zakończył się remisem 0:0.

## Tło
W latach 1870–1872 odbyło się pięć nieoficjalnych spotkań pomiędzy Anglią a Szkocją: 
| Data              | Stadion                 | Anglia - Szkocja | Mecz       |
| ----------------- | ----------------------- | ---------------- | ---------- |
| 5 marca 1870      | Kennington Oval, Londyn | 1:1              | Towarzyski |
| 19 listopada 1870 | Kennington Oval, Londyn | 1:0              | Towarzyski |
| 25 lutego 1871    | Kennington Oval, Londyn | 1:1              | Towarzyski |
| 17 listopada 1871 | Kennington Oval, Londyn | 2:1              | Towarzyski |
| 24 lutego 1872    | Kennington Oval, Londyn | 1:0              | Towarzyski |

Zawodnicy reprezentujący w tych meczach Szkocję pochodzili przede wszystkim z okolic Londynu, choć zaproszeni byli również piłkarze z samej Szkocji. Jedynym graczem ze szkockiego klubu był Robert Smith z Queen’s Park z Glasgow. Zagrał on w trzech z pięciu spotkań. Piłkarz Charles William Alcock był oburzony, że w meczach zagrali prawie sami Szkoci mieszkający w Anglii, dlatego zaproponował rozegranie jeszcze jednego spotkania. Wyzwania podjął się szkocki klub Queen’s Park, pomimo iż nie istniał jeszcze Szkocki Związek Piłki Nożnej, który mógłby usankcjonować mecz ze strony Szkotów. Spotkanie zaplanowano na Dzień Świętego Andrzeja – patrona Szkocji.

## Przebieg spotkania
Wszystkich jedenastu graczy Szkocji pochodziło z Queen’s Park, wiodącego klubu w tamtych czasach. Reprezentanci Anglii pochodzili z dziewięciu różnych klubów. Rozpoczęcie meczu zaplanowano na godzinę 14.00, jednak opóźnił się o dwadzieścia minut ze względu na mgłę. Widzowie za wstęp zapłacili po jednym szylingu. Zawodnicy szkoccy nosili granatowe koszulki ze szkockim lwem, białe spodenki i czerwone szpiczaste czapki na głowach, a angielscy białe koszulki z herbem Anglii, białe długie spodenki i granatowe czapeczki. Przez trzy dni przed meczem padał deszcz toteż grę utrudniała grząska murawa. Podczas meczu zawodnicy starali się dostać w pobliże bramki przeciwnika przede wszystkim za pomocą dryblingów. W pierwszej połowie Szkoci prezentowali się lepiej na boisku, ale w drugiej połowie Anglicy zintensyfikowali liczbę ataków. Szkoci strzelili jedną bramkę, jednak sędziowie orzekli, że piłka dotknęła taśmy, zastępującej wówczas poprzeczkę i bramka nie została uznana. Szkoci grali dwoma całkowicie cofniętymi obrońcami, dwoma środkowymi obrońcami i sześcioma napastnikami. Anglicy z kolei posiadali tylko jednego gracza w obronie, jednego w środkowej obronie i ośmiu napastników. System Anglików był przystosowany do wykonywania szybkich pułapek ofsajdowych. Najbliżej zwycięstwa w meczu byli Szkoci, gdy Robert Leckie kopnął piłkę prosto w taśmę. Mecz ostatecznie zakończył się bezbramkowym remisem.

Londyński tygodnik sportowy Bell's Life in London, napisał: 

To był wspaniały mecz, który pokazał, że w piłce nożnej drzemie świetny potencjał. Kibice przekonali się na własne oczy, że warto zainteresować się tą nową dyscypliną sportową.

## Raport i składy
| 30 listopada 1872 14:00 UTC±0 | Szkocja | 0:0Raport | Anglia | Hamilton Crescent, Glasgow Widzów: 4 000 Sędzia: William Keay (Szkocja) |
|                               |         |           |        |                                                                         |

| Szkocja | Anglia |

| BR |  | Robert Gardner (Queen’s Park)    |
| OB |  | William Ker (Queen’s Park)       |
| OB |  | Joseph Taylor (Queen’s Park)     |
| ŚO |  | James J. Thomson (Queen’s Park)  |
| ŚO |  | James Smith (Queen’s Park)       |
| NA |  | Robert Smith (Queen’s Park)      |
| NA |  | Robert Leckie (Queen’s Park)     |
| NA |  | Alex Rhind (Queen’s Park)        |
| NA |  | William MacKinnon (Queen’s Park) |
| NA |  | Jerry Weir (Queen’s Park)        |
| NA |  | David Wotherspoon (Queen’s Park) |

| BR |  | Robert Barker (Hertfordshire Rangers)      |
| OB |  | Harwood Greenhalgh (Notts County)          |
| ŚO |  | Reginald Courtenay Welch (Harrow Chequers) |
| NA |  | Frederick Maddison (Oxford University)     |
| NA |  | William Maynard (1st Surrey Rifles)        |
| NA |  | John Brockbank (Cambridge University)      |
| NA |  | John Charles Clegg (Sheffield Wednesday)   |
| NA |  | Arnold Kirke-Smith (Oxford University)     |
| NA |  | Cuthbert Ottaway (Oxford University)       |
| NA |  | Charles Chenery (Crystal Palace)           |
| NA |  | Charles Morice (Barnes)                    |

### Legenda
- ŚO = Środkowy obrońca